# Calvinoturkisme

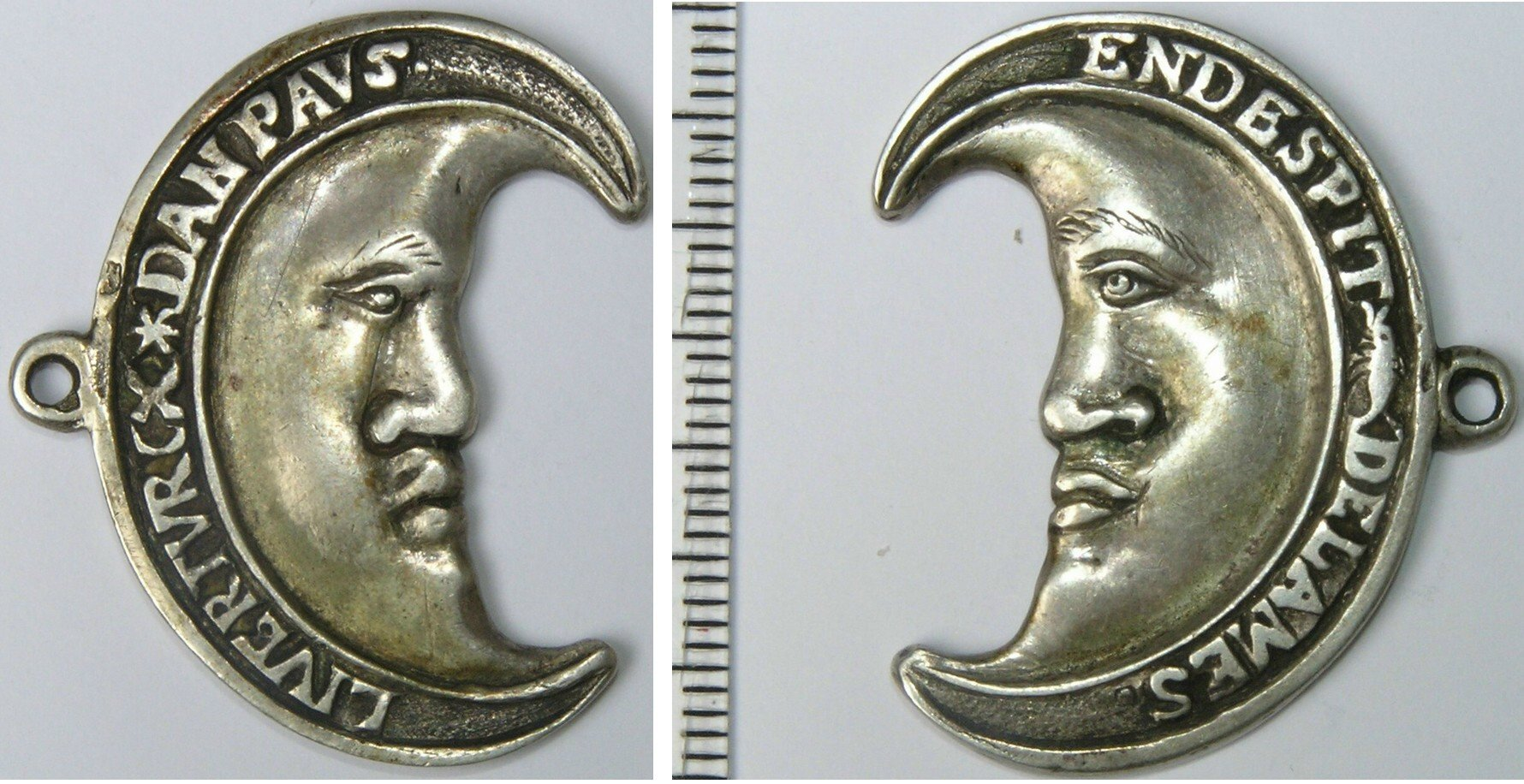
Een Nederlandse geuzenpenning uit 1570, ten tijde van de Nederlandse Opstand, met de leuze "Liver Turcx dan paus, en despit de la mes." ("Liever Turks dan paaps, de mis ten spijt.").

Calvinoturkisme (ook wel turcocalvinisme) verwijst naar het bondgenootschap of de toenadering tussen de Protestantse Reformatie en het Ottomaanse Rijk in de 16e eeuw.
Deze toenadering was gericht tegen de katholieke Habsburgers. De Protestantse Reformatie vocht voor haar overleven in Europa en kwam in openlijk conflict met de Habsburgers tijdens de Beeldenstorm van 1567. Tegelijkertijd vocht het Ottomaanse Rijk tegen de Habsburgers om de overheersing van Zuidoost-Europa. De toenadering kan gezien worden als een voortzetting van het Franco-Ottomaanse Alliantie, dat in het begin van de 16e eeuw ingesteld werd door Frans I van Frankrijk, hoewel Frankrijk, als een katholiek koninkrijk, doorgaans vijandig stond tegenover de protestantse machten van Noord-Europa.
In het bijzonder de Nederlanders namen deel aan de uitwisselingen. Er werden gezanten uitgewisseld en in overeenkomst met de sultan werd er in Antwerpen een Ottomaanse handelspost opgericht, waar vier Grieken handel konden drijven. Deze toenadering gaf een impuls aan de ontwikkeling van Antwerpen en de Noordzeekust. Tegen 1612 had de Republiek een formele ambassade opgericht in het Ottomaanse Rijk, in navolging van Frankrijk (1534) en Engeland.